# Witówka (obwód miński)
Witówka (biał. Вітаўка, Witauka; ros. Витовка, Witowka) – wieś na Białorusi, w obwodzie mińskim, w rejonie dzierżyńskim, w sielsowiecie Fanipol.

## Historia
W XIX i w początkach XX w. położona była w Rosji, w guberni mińskiej, w powiecie mińskim.
Po I wojnie światowej pod administracją polską, w Zarządzie Cywilnym Ziem Wschodnich, w okręgu mińskim, w powiecie mińskim.
W wyniku postanowień traktatu ryskiego znalazła się w granicach Związku Sowieckiego. W latach 1932–1937 w Polskim Rejonie Narodowym im. Feliksa Dzierżyńskiego. Od 1991 w niepodległej Białorusi.

## Źródło
Znajduje tu się źródło stanowiące cel pielgrzymek prawosławnych z Białorusi, Rosji, Ukrainy i Litwy. Wypływająca z niego woda ma przez cały rok temperaturę 9°C i uważana jest za leczniczą.
Nie jest znany okres od kiedy źródło jest celem pielgrzymek. W 1868, gdy na miejscu małej kaplicy wybudowano tu nową cerkiew, lecznicze właściwości wody były już szeroko znane. W latach 30. XX w. władze komunistyczne rozstrzelały tutejszego księdza, rozebrały cerkiew, spaliły przedmioty kulty, a źródło zalano betonem. Źródło jednak ponownie się przebyło, co uznano za potwierdzenie jego cudownych właściwości i rozpoczęło potajemne pielgrzymki.
Po upadku komunizmu przywrócono jawne funkcjonowanie źródła.

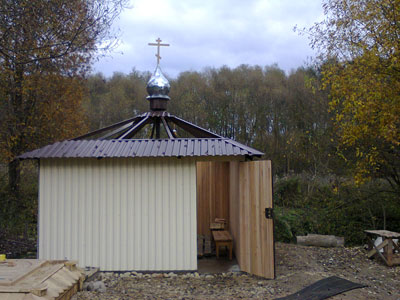
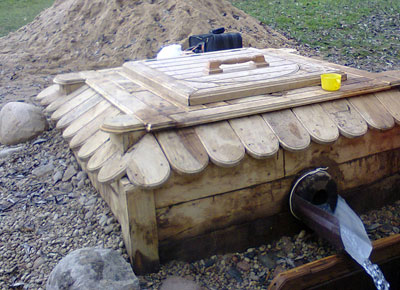
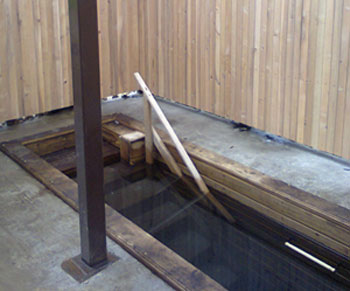